# 櫻田門事件

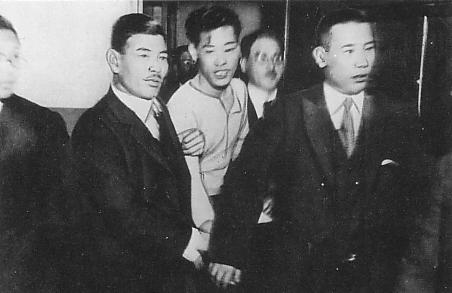
被捕的李奉昌

櫻田門事件（日语：〔〕／）又稱為李奉昌義舉（：／），是發生在1932年1月8日朝鮮獨立運動者李奉昌在東京櫻田門暗殺昭和天皇失敗的事件，李奉昌被日本以大逆未遂罪判處死刑。

## 事件經過
1932年（昭和7年）1月8日，昭和天皇正乘馬車出櫻田門外進行閱兵，遭投擲手榴彈襲擊，一名近衛兵負傷。
刺客李奉昌是大韓民國臨時政府抗日武装組織韓人愛國團成員，他從報紙文章知道天皇的活動時間表，並設法偽裝成一個憲兵接近天皇，但是錯過了刺殺時機，手榴彈掉到內務府大臣男爵一木喜德郎的馬車，造成兩匹馬受傷，他很快就被帝國衛隊逮捕。
遭逮捕後李奉昌被指控大逆罪，同年9月30日大審院判以死刑，10月10日在市谷刑務所處決。

## 後續
事件發生後因保安問題失職，犬養毅内閣宣布總辭，但受昭和天皇慰留，犬養毅首相以下全體閣僚留任。
李奉昌於1962年獲追授韓國建國勳章，並於1992年發行紀念郵票。